# 吳宗阿
吴宗阿，镶白旗满洲佐领人，康熙四十五年（1706年）进士。

## 生平
吴宗阿的家族世居英额，其先人早年跟随清太祖努尔哈赤起兵，屡立战功。二世祖吴云珠曾获封“义勇将军”，三世祖时期随顺治皇帝入关。吴氏家族本隶属于正白旗，后改隶满洲镶白旗广哥佐领，属裕亲王门下。康熙四十五丙戌科，吴宗阿以第161名贡士中试，同年于殿试得赐三甲同进士出身，被委任为候补主事，待选京职。在待选期间，吴宗阿奉裕亲王保泰之命教王子读书。不久，因佐领广哥隐匿盔甲、战马，私吞钱粮，吴宗阿的父亲奉命追查，反遭广哥诬告缉拿，吴宗阿兄弟也被一并下狱，吴宗阿的父亲死在狱中。此案经刑部审理，由康熙皇帝批示仍与本王发落。裕亲王保泰将广哥以失察罪奏请革职，又令吴宗阿兄弟以“避仇”为名迁居关外裕王府王庄落户。后来，吴宗阿与长子迁回北京，次子留居王庄，其后人70余户、300余人至今仍在当地生活。

## 评价
- “循题布置，曲折匠心，而文气安和，文心静细，知是读书养到时候。”[註 3][3]
- “高视阔步议论能持大体。此台阁之人，非寒俭者所能庶及。”[註 4][3]